# Сташкевич Анатолій Трохимович
Анатолій Трохимович Сташкевич (4 січня 1955, Будолюбівка, Житомирська область) — український науковець, завідувач відділу хірургії хребта Інституту травматології та ортопедії НАМН України, доктор медичних наук, професор, Заслужений лікар України.

## Трудова діяльність
У 1974 році вступив до Вінницького медичного інституту ім. Пирогова, після його закінчення, у 1980—81 роках навчався в інтернатурі за спеціальністю «хірургія». У 1981 році почав працювати в Іванківській районній лікарні. У 1982—89 роках працював нейрохірургом у центральній міській лікарні Києва, 1988 року захистив кандидатську дисертацію. З 1989 до 2003 років обіймав посаду старшого наукового співробітника, у 1997 році здобув ступінь доктора медичних наук. З 2003 року — провідний науковий співробітник клініки хірургії хребта Київського НДІ травматології та ортопедії Міністерства охорони здоров'я України, у 2006—2007 роках — головний науковий співробітник Інституту травматології і ортопедії АМН України. У 2007 році отримав вчене звання професора та очолив відділ хірургії хребта ДУ «Інститут травматології і ортопедії НАМН України».

## Наукова діяльність
Вчений займається розробкою та вдосконаленням методів лікування захворювань та наслідків травматичних ушкоджень хребта, уроджених деформацій грудної клітки, працює над новітніми методами лікування сколіозу, остеохондрозу хребта тощо. Автор понад 100 опублікованих праць, трьох монографій, десяти винаходів та восьми раціоналізаторських пропозицій, під керівництвом вченого захищено 4 кандидатські дисертації.
Член редколегії журналу «Вісник ортопедії, травматології та протезування», член міжнародних медичних організацій SICOT та ISMISS.

## Нагороди та відзнаки
Нагороджений Грамотою Президента України, Почесною грамотою Кабінету Міністрів України, Почесною грамотою АМН України.